# Elecciones generales de Italia de 1992
Las elecciones generales se celebraron en Italia el 5 de abril de 1992 para elegir al Undécimo Parlamento Republicano. Fueron los primeros sin la segunda fuerza política tradicionalmente más importante en la política italiana, el Partido Comunista Italiano (PCI), que se había disuelto en 1991. Fue reemplazado por una fuerza más orientada a la socialdemocracia, el Partido Democrático de la Izquierda (PDS), y por una entidad minoritaria formada por miembros que no querían renunciar a la tradición comunista, el Partido de la Refundación Comunista (PRC). Sin embargo, juntos ganaron alrededor de un 4% menos de lo que el PCI, ya en declive, había obtenido en las elecciones generales de Italia de 1987, a pesar de que el PRC había absorbido a la disuelta Democracia Proletaria (PD).
El otro rasgo principal fue el repentino ascenso de la federalista Liga Norte, que aumentó su voto del 0,5% de las elecciones precedentes a más del 8%, aumentando de un solo miembro tanto en la Cámara como en el Senado a 55 y 25, respectivamente. La ola larga ("onda lunga") del Partido Socialista Italiano, orientado ahora como centrista, de Bettino Craxi, que en las pasadas elecciones se habían pronosticado para vencer al PCI, pareció detenerse. La Democracia Cristiana y los otros partidos del gobierno tradicional, con la excepción de los republicanos y los liberales, también experimentaron una ligera disminución en su voto.

## Sistema electoral
La pura representación proporcional por listas se había convertido tradicionalmente en el sistema electoral de la Cámara de Diputados. Las provincias italianas se unieron en 32 distritos electorales, cada uno eligiendo un grupo de candidatos. A nivel de circunscripción, los escaños se dividieron entre listas abiertas utilizando el método del resto mayor con la cuota Imperiali. Los votos y escaños restantes se transfirieron a nivel nacional, donde se dividieron utilizando la cuota Hare, y se distribuyeron automáticamente a los mejores perdedores en las listas locales.
Para el Senado, se establecieron 237 circunscripciones de un solo escaño, incluso si la asamblea se había elevado a 315 miembros. Los candidatos necesitaban una victoria abrumadora de dos tercios de los votos para ser elegidos, un objetivo que solo podían alcanzar las minorías alemanas en Tirol del Sur. Todos los votos y escaños permanecieron agrupados en listas de partidos y distritos electorales regionales, donde se utilizó un método D'Hondt: dentro de las listas, se eligieron los candidatos con los mejores porcentajes.

## Contexto histórico
En 1991, el Partido Comunista Italiano se dividió en el Partido Democrático de la Izquierda (PDS), liderado por Achille Occhetto, y el Partido de la Refundación Comunista (PRC), encabezado por Armando Cossutta. Occhetto, líder del PCI desde 1988, asombró al partido fielmente reunido en una sección obrera de Bolonia con un discurso anunciando el fin del comunismo, una movida ahora referida en la política italiana como la svolta della Bolognina (punto de inflexión de Bolognina). El colapso de los gobiernos comunistas en la Unión Soviética y Europa del Este había convencido a Occhetto de que la era del Eurocomunismo había terminado, y transformó el PCI en un partido progresista de izquierda, el PDS. Cossutta y un tercio de los miembros del PCI se negaron a unirse al PDS, y en su lugar fundaron el Partido de la Refundación Comunista.
El 17 de febrero de 1992, el juez Antonio Di Pietro detuvo a Mario Chiesa, miembro del Partido Socialista Italiano (PSI), por aceptar un soborno de una empresa de limpieza de Milán. El Partido Socialista Italiano se distanció de Chiesa. Bettino Craxi llamó a Mario Chiesa mariuolo, o "villano", una "astilla salvaje" por lo demás limpio del PSI. Enfadado por este tratamiento de sus antiguos colegas, Chiesa comenzó a dar información sobre la corrupción que implicaba a sus colegas. Esto marcó el comienzo de la investigación de Mani Pulite; las noticias de corrupción política comenzaron a difundirse en la prensa.

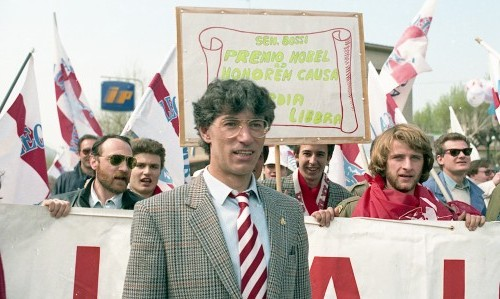
Umberto Bossi en el primer mitin de la Liga Norte en Pontida, 1990.

En febrero de 1991, la Liga Norte, que se lanzó por primera vez como una mejora de la Alianza del Norte en diciembre de 1989, se transformó oficialmente en un partido mediante la fusión de varios partidos regionales, especialmente Liga Lombarda y Liga Véneta, bajo la dirección de Umberto Bossi. Estos siguen existiendo como "secciones nacionales" del partido federal, que se presenta en elecciones regionales y locales como "Liga Norte–Liga Lombarda", "Liga Norte–Liga Véneta", "Liga Norte Piamonte", y así sucesivamente.
La Liga explotó el resentimiento contra el centralismo de Roma (con el famoso lema Roma ladrona, que significa "gran ladrón de Roma") y el gobierno italiano, común en el norte de Italia ya que muchos norteños sintieron que el gobierno desperdiciaba recursos recolectados principalmente de los impuestos del norte. También se explotaron las influencias culturales de los países limítrofes del norte y el resentimiento contra los inmigrantes ilegales. Los éxitos electorales del partido comenzaron aproximadamente en un momento en que la desilusión pública con los partidos políticos establecidos estaba en su apogeo. Los escándalos de corrupción de Tangentopoli, que invirtieron la mayoría de los partidos establecidos, se dieron a conocer a partir de 1992. Sin embargo, contrariamente a lo que muchos expertos observaron a principios de la década de 1990, LN se convirtió en una fuerza política estable y es, con mucho, el partido más antiguo entre los representados en el Parlamento Italiano.
El primer avance electoral de la Liga Norte fue en las elecciones regionales de 1990, pero fue con las elecciones generales de 1992 que el partido emergió como un actor político líder. Tras obtener el 8,7% de los votos, 56 diputados y 26 senadores, se convirtió en el cuarto partido más grande del país y dentro del Parlamento.

## Partidos y líderes
| Partido | Partido                                        | Ideología               | Líder               |
| ------- | ---------------------------------------------- | ----------------------- | ------------------- |
|         | Democracia Cristiana (DC)                      | Democracia cristiana    | Arnaldo Forlani     |
|         | Partido Democrático de la Izquierda (PDS)      | Socialismo democrático  | Achille Occhetto    |
|         | Partido Socialista Italiano (PSI)              | Socialdemocracia        | Bettino Craxi       |
|         | Liga Norte (LN)                                | Regionalismo/Populismo  | Umberto Bossi       |
|         | Partido de la Refundación Comunista (PRC)      | Comunismo               | Sergio Garavini     |
|         | Movimiento Social Italiano (MSI)               | Neofascismo             | Gianfranco Fini     |
|         | Partido Republicano Italiano (PRI)             | Socioliberalismo        | Giorgio La Malfa    |
|         | Partido Liberal Italiano (PLI)                 | Liberalismo conservador | Renato Altissimo    |
|         | Federación de los Verdes (FdV)                 | Política verde          | Carlo Ripa di Meana |
|         | Partido Socialista Democrático Italiano (PSDI) | Socialdemocracia        | Franco Nicolazzi    |
|         | La Red (LR)                                    | Anticorrupción          | Leoluca Orlando     |
|         | Lista Pannella (LP)                            | Progresismo/Liberalismo | Marco Pannella      |

## Resultados
El partido Democracia Cristiana (DC) perdió muchos votos, pero su coalición previa a las elecciones logró mantener una pequeña mayoría, mientras que los partidos de la oposición obtuvieron votos. Sin embargo, el partido de oposición más grande, el Partido Comunista Italiano, se separó después de la caída de la Unión Soviética y no hubo un liderazgo opositor. Muchos votos fueron para la Liga Norte, un partido que no estaba inclinado a las alianzas en ese momento. El parlamento resultante fue por lo tanto débil y difícil de llegar a un acuerdo, y las nuevas elecciones llegaron tan pronto como en 1994.
Fundamental para esta expansión exponencial fue la actitud general de los principales políticos de dejar de apoyar a los políticos menores que fueron atrapados; esto hizo que muchos de ellos se sintieran traicionados y, a menudo, implicaron a muchos otros políticos, quienes a su vez implicarían aún más. El 2 de septiembre de 1992, el político socialista Sergio Moroni, acusado de corrupción, se suicidó. Dejó una carta en la que se declaraba culpable, declarando que los crímenes no eran para su beneficio personal sino para el beneficio del partido, y acusaba al sistema de financiación de todos los partidos.

### Cámara de Diputados
|                                    |                                                                  |            |       |         |       |
| Partido                            | Partido                                                          | Votos      | %     | Escaños | +/−   |
|                                    | Democracia Cristiana (DC)                                        | 11.640.265 | 29,66 | 206     | −28   |
|                                    | Partido Democrático de la Izquierda (PDS)                        | 6.321.084  | 16,11 | 107     | −70   |
|                                    | Partido Socialista Italiano (PSI)                                | 5.343.930  | 13,62 | 92      | −2    |
|                                    | Liga Norte (LN)                                                  | 3.396.012  | 8,65  | 55      | +54   |
|                                    | Partido de la Refundación Comunista (PRC)                        | 2.204.641  | 5,62  | 35      | Nuevo |
|                                    | Movimiento Social Italiano (MSI)                                 | 2.107.037  | 5,37  | 34      | −1    |
|                                    | Partido Republicano Italiano (PRI)                               | 1.722.465  | 4,39  | 27      | +6    |
|                                    | Partido Liberal Italiano (PLI)                                   | 1.121.264  | 2,86  | 17      | +6    |
|                                    | Federación de los Verdes (FdV)                                   | 1.093.995  | 2,79  | 16      | +3    |
|                                    | Partido Socialista Democrático Italiano (PSDI)                   | 1.064.647  | 2,71  | 16      | −1    |
|                                    | La Red (LR)                                                      | 730.171    | 1,86  | 12      | Nuevo |
|                                    | Lista Pannella (LP)                                              | 485.694    | 1,24  | 7       | −6    |
|                                    | Sí Referéndum (SR)                                               | 319.812    | 0,81  | 0       | Nuevo |
|                                    | Partido de los Pensionistas (PP)                                 | 246.379    | 0,63  | 0       | Nuevo |
|                                    | Otras Ligas                                                      | 220.559    | 0,56  | 0       | Nuevo |
|                                    | Partido Popular Sudtirolés (SVP)                                 | 198.447    | 0,51  | 3       | ±0    |
|                                    | Caza, Pesca, Ambiente (CPA)                                      | 192.799    | 0,49  | 0       | ±0    |
|                                    | Federalismo-Hombres Vivos Pensionistas (UV–PSd'Az–SSK–UfS–Otros) | 154.621    | 0,39  | 1       | Nuevo |
|                                    | Liga Autonomía Véneta (LAV)                                      | 152.301    | 0,39  | 1       | Nuevo |
|                                    | Amas de Casa-Liga de Pensionistas                                | 133.717    | 0,34  | 0       | Nuevo |
|                                    | Listas Autonomistas                                              | 94.583     | 0,24  | 0       | ±0    |
|                                    | Liga de Acción Meridional (LAM)                                  | 53.759     | 0,14  | 0       | Nuevo |
|                                    | Véneto Autónomo (VA)                                             | 49.035     | 0,12  | 0       | Nuevo |
|                                    | Verdes Federalistas (VF)                                         | 42.647     | 0,11  | 0       | Nuevo |
|                                    | Valle de Aosta (VdA)                                             | 41.404     | 0,11  | 1       | ±0    |
|                                    | Otros                                                            | 116.007    | 0,30  | 0       | ±0    |
| Votos válidos                      | Votos válidos                                                    | 39.247.275 | 94,62 | –       | –     |
| Votos inválidos/en blanco          | Votos inválidos/en blanco                                        | 2.232.489  | 5,38  | –       | –     |
| Total                              | Total                                                            | 41.479.764 | 100   | 630     | ±0    |
| Votantes registrados/participación | Votantes registrados/participación                               | 47.486.964 | 87,35 | –       | –     |
| Fuente: Ministerio del Interior    |                                                                  |            |       |         |       |

| \| Voto popular \| Voto popular \| Voto popular \| Voto popular \| Voto popular \| \| ------------ \| ------------ \| ------------ \| ------------ \| ------------ \| \| Partidos \| Partidos \| \| % \| % \| \| DC \| DC \| \| 29.66 % \| 29.66 % \| \| PDS \| PDS \| \| 16.11 % \| 16.11 % \| \| PSI \| PSI \| \| 13.62 % \| 13.62 % \| \| LN \| LN \| \| 8.65 % \| 8.65 % \| \| PRC \| PRC \| \| 5.62 % \| 5.62 % \| \| MSI \| MSI \| \| 5.37 % \| 5.37 % \| \| PRI \| PRI \| \| 4.39 % \| 4.39 % \| \| PLI \| PLI \| \| 2.86 % \| 2.86 % \| \| FdV \| FdV \| \| 2.79 % \| 2.79 % \| \| PSDI \| PSDI \| \| 2.71 % \| 2.71 % \| \| LR \| LR \| \| 1.86 % \| 1.86 % \| \| LP \| LP \| \| 1.24 % \| 1.24 % \| \| Otros \| Otros \| \| 5.14 % \| 5.14 % \| |          |  |         |         |
| Voto popular |          |  |         |         |
| Partidos | Partidos |  | %       | %       |
| DC | DC       |  | 29.66 % | 29.66 % |
| PDS | PDS      |  | 16.11 % | 16.11 % |
| PSI | PSI      |  | 13.62 % | 13.62 % |
| LN | LN       |  | 8.65 %  | 8.65 %  |
| PRC | PRC      |  | 5.62 %  | 5.62 %  |
| MSI | MSI      |  | 5.37 %  | 5.37 %  |
| PRI | PRI      |  | 4.39 %  | 4.39 %  |
| PLI | PLI      |  | 2.86 %  | 2.86 %  |
| FdV | FdV      |  | 2.79 %  | 2.79 %  |
| PSDI | PSDI     |  | 2.71 %  | 2.71 %  |
| LR | LR       |  | 1.86 %  | 1.86 %  |
| LP | LP       |  | 1.24 %  | 1.24 %  |
| Otros | Otros    |  | 5.14 %  | 5.14 %  |

| \| Escaños \| Escaños \| Escaños \| Escaños \| Escaños \| \| -------- \| -------- \| ------- \| ------- \| ------- \| \| Partidos \| Partidos \| \| % \| % \| \| DC \| DC \| \| 32.70 % \| 32.70 % \| \| PDS \| PDS \| \| 16.98 % \| 16.98 % \| \| PSI \| PSI \| \| 14.60 % \| 14.60 % \| \| LN \| LN \| \| 8.73 % \| 8.73 % \| \| PRC \| PRC \| \| 5.56 % \| 5.56 % \| \| MSI \| MSI \| \| 5.40 % \| 5.40 % \| \| PRI \| PRI \| \| 4.29 % \| 4.29 % \| \| PLI \| PLI \| \| 2.70 % \| 2.70 % \| \| FdV \| FdV \| \| 2.54 % \| 2.54 % \| \| PSDI \| PSDI \| \| 2.54 % \| 2.54 % \| \| LR \| LR \| \| 1.90 % \| 1.90 % \| \| LP \| LP \| \| 1.11 % \| 1.11 % \| \| Otros \| Otros \| \| 0.95 % \| 0.95 % \| |          |  |         |         |
| Escaños |          |  |         |         |
| Partidos | Partidos |  | %       | %       |
| DC | DC       |  | 32.70 % | 32.70 % |
| PDS | PDS      |  | 16.98 % | 16.98 % |
| PSI | PSI      |  | 14.60 % | 14.60 % |
| LN | LN       |  | 8.73 %  | 8.73 %  |
| PRC | PRC      |  | 5.56 %  | 5.56 %  |
| MSI | MSI      |  | 5.40 %  | 5.40 %  |
| PRI | PRI      |  | 4.29 %  | 4.29 %  |
| PLI | PLI      |  | 2.70 %  | 2.70 %  |
| FdV | FdV      |  | 2.54 %  | 2.54 %  |
| PSDI | PSDI     |  | 2.54 %  | 2.54 %  |
| LR | LR       |  | 1.90 %  | 1.90 %  |
| LP | LP       |  | 1.11 %  | 1.11 %  |
| Otros | Otros    |  | 0.95 %  | 0.95 %  |

### Senado de la República
|                                    |                                                                  |            |       |         |       |
| Partido                            | Partido                                                          | Votos      | %     | Escaños | +/−   |
|                                    | Democracia Cristiana (DC)                                        | 9.088.494  | 27,27 | 107     | −18   |
|                                    | Partido Democrático de la Izquierda (PDS)                        | 5.682.888  | 17,05 | 64      | −37   |
|                                    | Partido Socialista Italiano (PSI)                                | 4.523.873  | 13,57 | 49      | +13   |
|                                    | Liga Norte (LN)                                                  | 2.732.461  | 8,20  | 25      | +24   |
|                                    | Partido de la Refundación Comunista (PRC)                        | 2.171.950  | 6,52  | 20      | Nuevo |
|                                    | Movimiento Social Italiano (MSI)                                 | 2.171.215  | 6,51  | 16      | ±0    |
|                                    | Partido Republicano Italiano (PRI)                               | 1.565.142  | 4,70  | 10      | +2    |
|                                    | Federación de los Verdes (FdV)                                   | 1.027.303  | 3,08  | 4       | +3    |
|                                    | Partido Liberal Italiano (PLI)                                   | 939.159    | 2,82  | 4       | +1    |
|                                    | Partido Socialista Democrático Italiano (PSDI)                   | 853.895    | 2,56  | 3       | −2    |
|                                    | Sí Referéndum (SR)                                               | 332.318    | 1,00  | 0       | Nuevo |
|                                    | La Red (LR)                                                      | 239.868    | 0,72  | 3       | Nuevo |
|                                    | Partido de los Pensionistas (PP)                                 | 215.889    | 0,65  | 0       | Nuevo |
|                                    | Federalismo-Hombres Vivos Pensionistas (UV–PSd'Az–SSK–UfS–Otros) | 174.713    | 0,52  | 1       | Nuevo |
|                                    | Partido Popular Sudtirolés (SVP)                                 | 168.113    | 0,50  | 3       | +1    |
|                                    | Lista Pannella (LP)                                              | 166.708    | 0,50  | 0       | −3    |
|                                    | Por Calabria                                                     | 143.976    | 0,43  | 2       | Nuevo |
|                                    | Liga Autonomía Véneta (LAV)                                      | 142.446    | 0,43  | 1       | Nuevo |
|                                    | Amas de Casa-Liga de Pensionistas                                | 134.327    | 0,40  | 0       | Nuevo |
|                                    | Lega Alpina Lumbarda (LAL)                                       | 119.153    | 0,36  | 1       | Nuevo |
|                                    | Caza, Pesca, Ambiente (CPA)                                      | 116.395    | 0,35  | 0       | ±0    |
|                                    | Listas Autonomistas                                              | 95.687     | 0,29  | 0       | ±0    |
|                                    | Véneto Autónomo (VA)                                             | 50.938     | 0,15  | 0       | Nuevo |
|                                    | Liga de Acción Meridional (LAM)                                  | 49.769     | 0,15  | 0       | Nuevo |
|                                    | Por Molise                                                       | 48.352     | 0,15  | 1       | Nuevo |
|                                    | Verdes Federalistas (VF)                                         | 47.051     | 0,14  | 0       | Nuevo |
|                                    | Valle de Aosta (VdA)                                             | 34.150     | 0,10  | 1       | ±0    |
|                                    | Otros                                                            | 151.170    | 0,45  | 0       | ±0    |
| Votos válidos                      | Votos válidos                                                    | 33.328.581 | 93,53 | –       | –     |
| Votos inválidos/en blanco          | Votos inválidos/en blanco                                        | 2.304.786  | 6,47  | –       | –     |
| Total                              | Total                                                            | 35.633.367 | 100   | 315     | ±0    |
| Votantes registrados/participación | Votantes registrados/participación                               | 41.053.543 | 86,80 | –       | –     |
| Fuente: Ministerio del Interior    |                                                                  |            |       |         |       |

| \| Voto popular \| Voto popular \| Voto popular \| Voto popular \| Voto popular \| \| ------------ \| ------------ \| ------------ \| ------------ \| ------------ \| \| Partidos \| Partidos \| \| % \| % \| \| DC \| DC \| \| 27.27 % \| 27.27 % \| \| PDS \| PDS \| \| 17.05 % \| 17.05 % \| \| PSI \| PSI \| \| 13.57 % \| 13.57 % \| \| LN \| LN \| \| 8.20 % \| 8.20 % \| \| PRC \| PRC \| \| 6.52 % \| 6.52 % \| \| MSI \| MSI \| \| 6.51 % \| 6.51 % \| \| PRI \| PRI \| \| 4.70 % \| 4.70 % \| \| FdV \| FdV \| \| 3.08 % \| 3.08 % \| \| PLI \| PLI \| \| 2.82 % \| 2.82 % \| \| PSDI \| PSDI \| \| 2.56 % \| 2.56 % \| \| Otros \| Otros \| \| 7.72 % \| 7.72 % \| |          |  |         |         |
| Voto popular |          |  |         |         |
| Partidos | Partidos |  | %       | %       |
| DC | DC       |  | 27.27 % | 27.27 % |
| PDS | PDS      |  | 17.05 % | 17.05 % |
| PSI | PSI      |  | 13.57 % | 13.57 % |
| LN | LN       |  | 8.20 %  | 8.20 %  |
| PRC | PRC      |  | 6.52 %  | 6.52 %  |
| MSI | MSI      |  | 6.51 %  | 6.51 %  |
| PRI | PRI      |  | 4.70 %  | 4.70 %  |
| FdV | FdV      |  | 3.08 %  | 3.08 %  |
| PLI | PLI      |  | 2.82 %  | 2.82 %  |
| PSDI | PSDI     |  | 2.56 %  | 2.56 %  |
| Otros | Otros    |  | 7.72 %  | 7.72 %  |

| \| Escaños \| Escaños \| Escaños \| Escaños \| Escaños \| \| -------- \| -------- \| ------- \| ------- \| ------- \| \| Partidos \| Partidos \| \| % \| % \| \| DC \| DC \| \| 33.97 % \| 33.97 % \| \| PDS \| PDS \| \| 20.32 % \| 20.32 % \| \| PSI \| PSI \| \| 15.56 % \| 15.56 % \| \| LN \| LN \| \| 7.94 % \| 7.94 % \| \| PRC \| PRC \| \| 6.35 % \| 6.35 % \| \| MSI \| MSI \| \| 5.08 % \| 5.08 % \| \| PRI \| PRI \| \| 3.17 % \| 3.17 % \| \| FdV \| FdV \| \| 1.27 % \| 1.27 % \| \| PLI \| PLI \| \| 1.27 % \| 1.27 % \| \| PSDI \| PSDI \| \| 0.95 % \| 0.95 % \| \| Otros \| Otros \| \| 4.13 % \| 4.13 % \| |          |  |         |         |
| Escaños |          |  |         |         |
| Partidos | Partidos |  | %       | %       |
| DC | DC       |  | 33.97 % | 33.97 % |
| PDS | PDS      |  | 20.32 % | 20.32 % |
| PSI | PSI      |  | 15.56 % | 15.56 % |
| LN | LN       |  | 7.94 %  | 7.94 %  |
| PRC | PRC      |  | 6.35 %  | 6.35 %  |
| MSI | MSI      |  | 5.08 %  | 5.08 %  |
| PRI | PRI      |  | 3.17 %  | 3.17 %  |
| FdV | FdV      |  | 1.27 %  | 1.27 %  |
| PLI | PLI      |  | 1.27 %  | 1.27 %  |
| PSDI | PSDI     |  | 0.95 %  | 0.95 %  |
| Otros | Otros    |  | 4.13 %  | 4.13 %  |